# غرادو (أستورياس)
بلدية غرادو (بالإسبانية: Grado) هي بلدية تقع في منطقة أستورياس شمال غرب إسبانيا.

## الديموغرافيا
بلغ عدد سكان بلدية غرادو 10.901 نسمة عام 2011 (وفقاً للمعهد الوطني للإحصاء الإسباني).
| 12.051 | 11.805 | 11.518 | 11.128 | 10.950 | 11.033 | 10.901 |

## أعلام
- سانتياغو بيريز
- حزقيال أنطونيو مينينديث فرنانديز